# Show do intervalo do Super Bowl LV
O show do intervalo do Super Bowl LV (oficialmente conhecido como Pepsi Super Bowl LV Halftime Show), ocorreu em 7 de fevereiro de 2021, no Raymond James Stadium, em Tampa, Flórida, nos Estados Unidos, como parte do Super Bowl LV, e foi estrelado pelo cantor canadense the Weeknd. Nos EUA, a apresentação foi televisionada pela rede CBS.

## Antecedentes
Em 12 de novembro de 2020, a escolha de the Weeknd para se apresentar no evento foi anunciada. De acordo com uma entrevista publicada pela revista Billboard em 28 de janeiro, a apresentação de the Weeknd duraria 24 minutos, mas isso foi posteriormente negado pelos representantes do cantor, afirmando que ela teria "aproximadamente 12-13 minutos de duração". Ele afirmou: "Temos realmente nos concentrado em atrair os fãs em casa e fazer das apresentações uma experiência cinematográfica, e queremos fazer isso com o Super Bowl". O the Weeknd contribuiu com US$ 7 milhões para o halftime show.

## Desenvolvimento

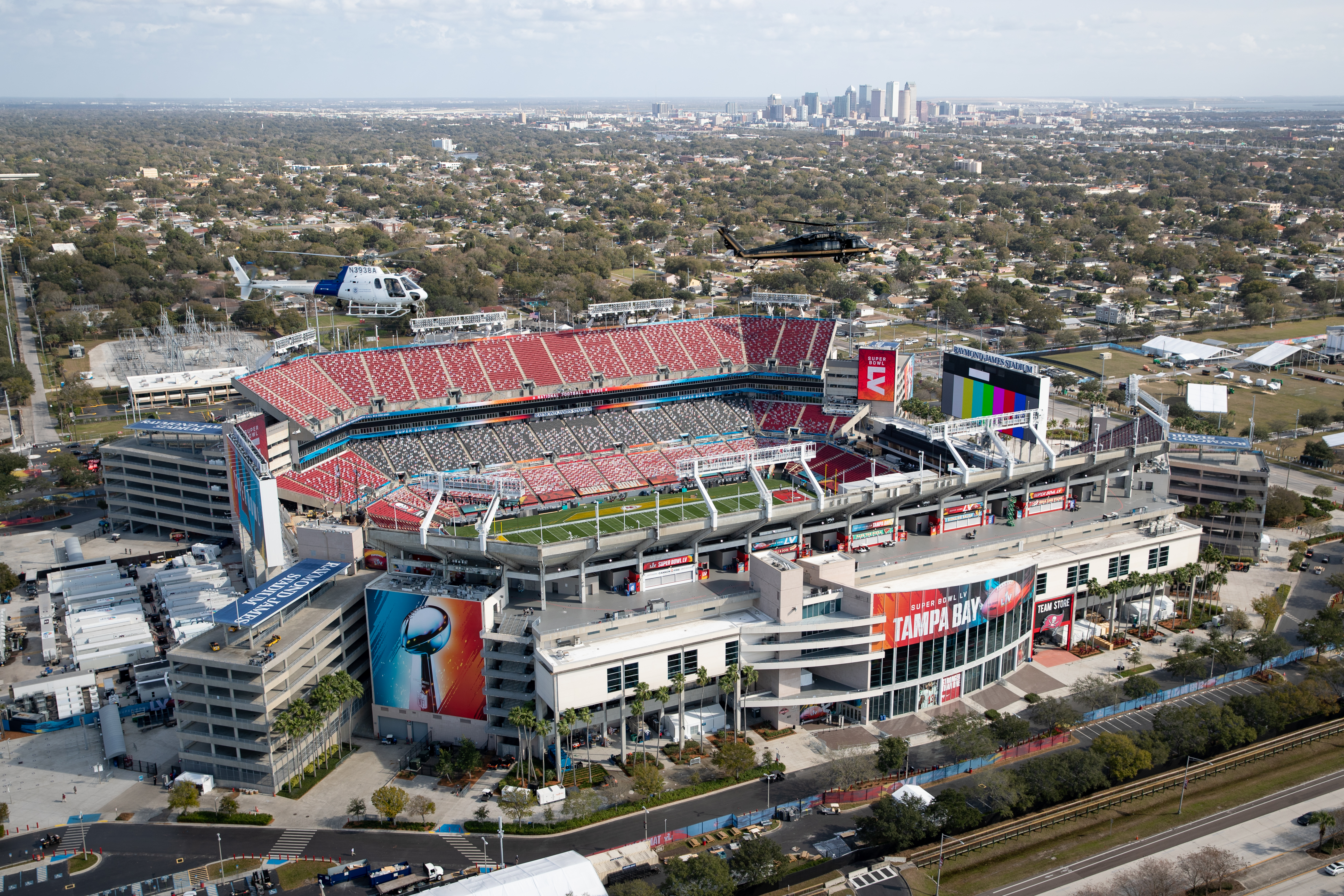
Raymond James Stadium

Dave Meyers foi o produtor executivo da apresentação, enquanto a Roc Nation produziu e dirigiu criativamente. Além disso, Hamish Hamilton reprisou seu papel dirigindo a performance.
Ao contrário de anos anteriores, para a segurança dos trabalhadores e jogadores, foi tomada a decisão de construir o palco dentro do estádio, sob uma das placas de vídeo, no entanto, o campo ainda foi usado. A apresentação também não contou com artistas convidados, ao contrário de muitas apresentações anteriores do halftime show.
1.050 pessoas trabalharam no programa, um número muito menor do que os 2.000 a 3.000 da maioria dos Super Bowl halftime shows anteriores. Devido à presente pandemia de COVID-19, os preparativos incluíram testes regulares de COVID-19, bem como distanciamento social em trailers de produção. Para o halftime show, a banda do the Weeknd foi liderada e dirigida pelo músico eletrônico experimental Oneohtrix Point Never, que já colaborou diversas vezes com o cantor, e é criativamente próximo.

## Sinopse
A apresentação contou com um coro cujos membros estavam vestidos de branco e usavam máscaras em seus rosto,s com olhos vermelhos brilhantes, e estavam de pé dentro do cenário de uma paisagem urbana em neon. Para a performance, the Weeknd usou um blazer vermelho e gravata preta. A roupa foi desenhada pela Givenchy, e bordada com cristais.
A apresentação começou com uma figura branca vestida da mesma forma que o coro sendo rebaixada para o cenário onde o coro estava enquanto o coro cantava "Call Out My Name". Nesse momento, the Weeknd estava sentado em um conversível em um cenário projetado para lembrar a Las Vegas Strip. Para a próxima parte da performance, o cenário então se abriu para revelar the Weeknd, que então cantou "Starboy", seguido por "The Hills".
Em seguida, cantando a canção "Can't Feel My Face", the Weeknd percorreu um labirinto construído atrás do palco, acompanhado por dançarinos vestidos com blazers vermelhos e gravatas pretas semelhantes à sua, mas com os rostos cobertos por bandagens, seguindo com a estética que apareceu nos recentes videoclipes de the Weeknd. Os dançarinos usaram essas bandagens durante toda a apresentação. Na seção labirinto da performance, o trabalho da câmera foi visualmente instável.
As próximas canções cantadas foram "I Feel It Coming", "Save Your Tears" e "Earned It". Nesta última, o cantor foi acompanhado por violinistas de orquestra. Esta parte foi seguida por um trecho de "House of Balloons".
Para o final do show, the Weeknd foi ao campo do estádio com seus dançarinos para cantar "Blinding Lights". Para essa canção, ele mixou uma breve amostra de "Happy House" da banda britânica Siouxsie and the Banshees.
A apresentação contou com fogos de artifício, inclusive em seu final.

## Recepção crítica
Jon Caramanica do jornal The New York Times escreveu que o show foi, "robusto, às vezes impressionante". Patrick Ryan do USA Today chamou a performance de "carismática". Ele chamou-a de um "afastamento" da "performkance alegre" do ano anterior. Ele opinou que não esteve à altura de alguns shows de intervalo anterior, como o show de 2007 feito por Prince, ou o show de 2013, estrelado por Beyoncé. No entanto, ele opinou que foi uma "grande melhoria" em relação ao show de 2011, estrelado pelo Black Eyed Peas, ou o show de 2019, estrelado pelo Maroon 5. Escrevendo que o show tanto "deslumbrou" quanto "surpreendeu", Larry Fitzmaurice,  da revista GQ, escreveu que the Weeknd "nem chegou perto de comandar o palco da maneira que os artistas anteriores fizeram" no Super Bowl. Jillian Mapes, do site Pitchfork, chamou a performance de "um sonho febril para toda a família", escrevendo que foi "pateta, comemorativa e até um pouco perturbadora".
Nate Scott do For The Win deu à performance uma crítica morna, opinando que embora a performance fora "boa" e "legal", ela "não fora ótima". Scott criticou o trabalho de câmera no segmento filmado dentro do labirinto como sendo "desorientador (e meio nauseante)", além de criticar a qualidade do áudio. Jim Harrington, do jornal The Mercury News, escreveu que a performance de the Weeknd foi "sólida, não super". Craig Jenkins, da revista Vulture, escreveu que "o show entregou uma vívida sequencia de sets elaborados que atingiram as notas necessárias para um halftime show." Enquanto escreveu que o cantor "clamou seu lugar como um fenômeno pop permanente", Jenkins também opinou que the Weeknd "destacou alguns dos momentos menos interessantes em seu catálogo." Chuck Arnold, do New York Post, escreveu que a apresentação deixou claro que the Weeknd ainda não tem o mesmo calibre de um artista ao vivo como Prince ou Michael Jackson, ambos artistas que se apresentaram em halftime shows anteriores. Arnold achou que o destaque da apresentação foi a versão de "Blinding Lights".
Spencer Kornhaber, da revista The Atlantic, escreveu: "É tentador dar ao the Weeknd pontos por inovação, mas seu comentário sobre o vazio é bastante vazio". Comparando a apresentação com a de artistas anteriores, Kornhaber escreveu: "Quando chegou a hora de ascender ao maior palco do mundo, Prince foi mais atrevido, Madonna foi mais rude, Janet Jackson realmente aborreceu as pessoas, e Beyoncé forçou um confronto político. Além disso, esses grandes nomes misturaram provocação com um arriscado senso de esperança. O charme vazio e a iluminação misteriosa de the Weeknd simularam encontrar este momento bizarro da história, mas acabaram dando de ombros."

## Set list
1. "Call Out My Name"
2. "Starboy"
3. "The Hills"
4. "Can't Feel My Face"
5. "I Feel It Coming"
6. "Save Your Tears"
7. "Earned It"
8. "House of Balloons / Glass Table Girls"
9. "Blinding Lights"[17]

## Prêmios e indicações
| Ano  | Premiação             | Categoria                                                                      | Indicado(s) | Resultado | Ref.   |
| ---- | --------------------- | ------------------------------------------------------------------------------ | --- | --------- | ------ |
| 2021 | Primetime Emmy Awards | Melhor Especial de Variedades (Ao Vivo)                                        | Shawn Carter, Desiree Perez, Jesse Collins, Aaron Cooke, Dionne Harmon, Dan Parise, Dave Meyers | Indicado  | [ 29 ] |
| 2021 | Primetime Emmy Awards | Melhor Design de Iluminação/Direção de Iluminação em um Especial de Variedades | Al Gurdon, Ben Green, Jeff Nellis, Mark Humphrey, Eric Marchwinski, Jason Rudolph and Alen Sisul | Indicado  | [ 29 ] |
| 2021 | Primetime Emmy Awards | Melhor Direção Técnica, Trabalho de Câmera, Controle de Vídeo em um Especial   | Rod Wardell, Eric Becker, Robert Del Russo, Kevin French, Shaun Harkins, Jay Kulick, Jeff Latonero, Tore Livia, Allen Merriweather, Jofre Rosero, Mike Harvath, David Geller, Don Miller, Keith Rees, Timmy Mueller, Jeff Gentile, Jon Mantak, Carmen Long, Frank Lombardo, Steve Webster, Stephen Wharton, Ed Martino, Rian Weigart, JD Curl, Christian Pantuosco, Andrew Lawing, Joe Ward, John "JM" Hurley, Ian Fleisher, Emelie Scaminaci | Indicado  | [ 29 ] |